# Зулу (громада)
Зулу (англ. Zulu) — традиційна громада у складі дистрикту Мчинджі Центрального регіону Малаві.
Населення — 69069 осіб (2018).